# Swan Hill Airport
Swan Hill Airport är en flygplats i Australien. Den ligger i kommunen Swan Hill och delstaten Victoria, omkring 300 kilometer nordväst om delstatshuvudstaden Melbourne. Swan Hill Airport ligger 71 meter över havet.
Trakten runt Swan Hill Airport är nära nog obefolkad, med mindre än två invånare per kvadratkilometer.. Närmaste större samhälle är Swan Hill, nära Swan Hill Airport. 
Trakten runt Swan Hill Airport består till största delen av jordbruksmark. Genomsnittlig årsnederbörd är 353 millimeter. Den regnigaste månaden är februari, med i genomsnitt 56 mm nederbörd, och den torraste är november, med 8 mm nederbörd.